# 476 (numero)
Quattrocentosettantasei (476) è il numero naturale dopo il 475 e prima del 477.

## Proprietà matematiche
- È un numero pari.
- È un numero composto.
- È un numero abbondante.
- È un numero di Harshad.
- È un numero palindromo nel sistema di numerazione posizionale a base 6 (2112) e in quello a base 11 (3A3).
- È un numero pratico.
- È un numero congruente.
- È parte delle terne pitagoriche (93, 476, 485), (224, 420, 476), (357, 476, 595), (476, 480, 676), (476, 765, 901), (476, 1107, 1205), (476, 1632, 1700), (476, 1995, 2051), (476, 3315, 3349), (476, 4032, 4060), (476, 8085, 8099), (476, 14157, 14165), (476, 28320, 28324), (476, 56643, 56645).

## Astronomia
- 476 Hedwig è un asteroide della fascia principale.
- NGC 476 è una galassia della costellazione dei Pesci.

## Astronautica
- Cosmos 476 è un satellite artificiale russo.